# Susan Lee
Susan Lee, née le 7 juin 1966, est une rameuse d'aviron australienne. 

## Carrière
Susan Lee a participé aux Jeux olympiques de 1984 à Los Angeles. Elle a remporté la médaille de bronze  avec le quatre barré australien composé de Susan Chapman, Karen Brancourt, Margot Foster et Robyn Grey-Gardner. 